# Rajmond Debevec
Rajmond Debevec (n. 29 martie 1963, Postojna, Comuna Postojna, Slovenia) este un trăgător de tir ce a reprezentat Republica Socialistă Federativă Iugoslavia, medaliat olimpic. A participat la 8 ediții ale Jocurilor Olimpice (1984, 1988, 1992, 1996, 2000, 2004, 2008, 2012) în care a câștigat o medalie de aur și două medalii de bronz.